# Öst-Tröndelag
Öst-Tröndelag, stundom Östtröndelag (bokmål: Øst-Trøndelag, nynorska Aust-Trøndelag)  är en skämtsam benämning på landskapen Jämtland och Härjedalen vilka från äldre medeltid fram till 1645 tillhörde Norge, och ligger öster om den norska landsdelen Trøndelag.
Norska studenter i den trönderska studentföreningen Trøndernes Fagforening, vid Universitetet for miljø- og biovitenskap i Ås, Akershus, hade under några år för vana att sätta upp vägskyltar vid nuvarande riksgränsen med texten "Øst-Trøndelag", samt flytta en inofficiell gränsmarkering österut.